# Lino Patruno

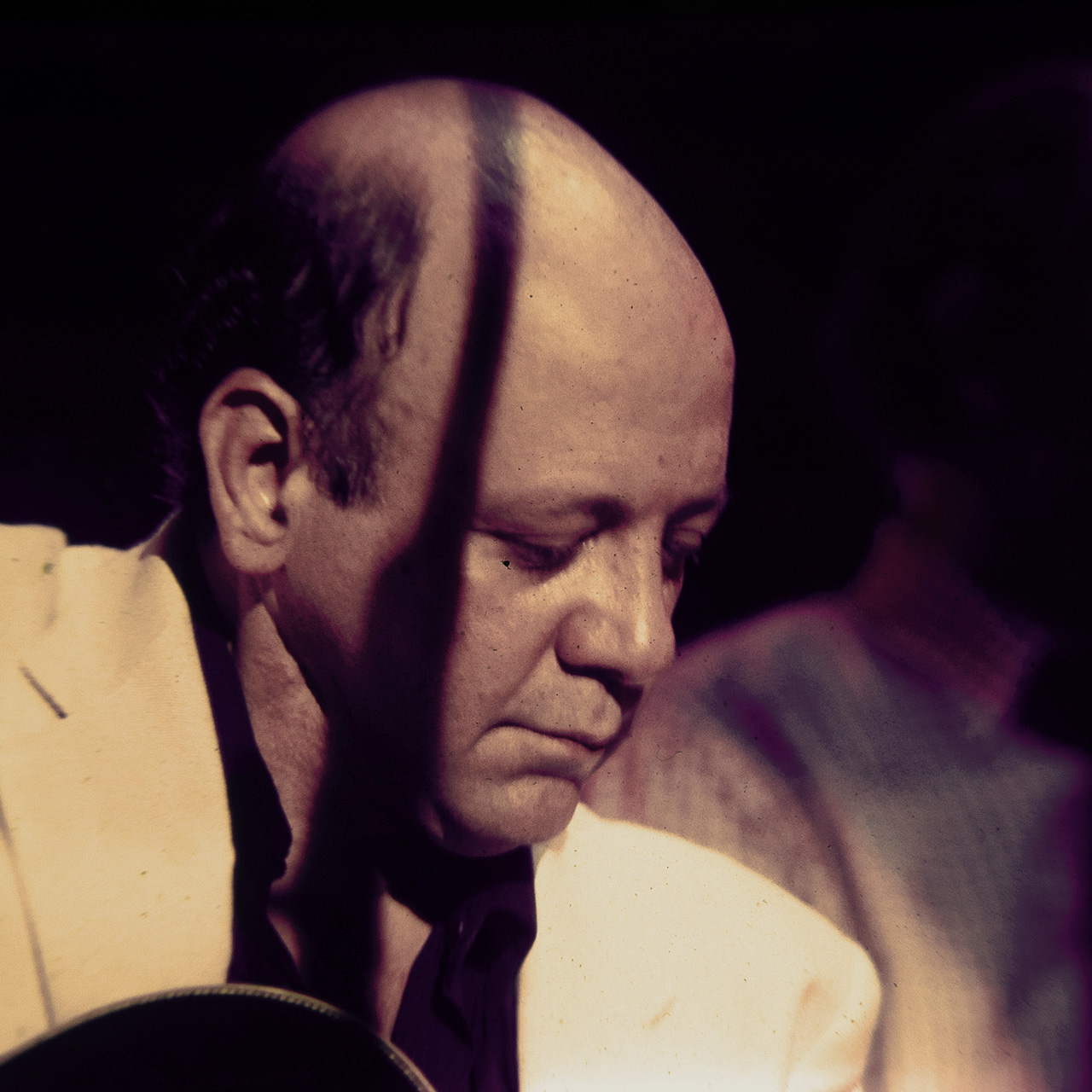
Lino Patruno

Michele „Lino“ Patruno (* 27. Oktober 1935 in Crotone) ist ein italienischer Jazzmusiker (Gitarre), Schauspieler und Filmkomponist.

## Leben und Wirken
Patruno war seit Mitte der 1950er Jahre in Mailand aktiv, wo er zunächst zur Riverside Jazz Band gehörte und in den 1970er Jahren Mitglied der Milan College Jazz Society wurde. Gemeinsam mit Nanni Svampa, Roberto Brivio und Gianni Magni gründete er 1964 die Cabaret-Gruppe I Gufi, mit der er bis 1969 auf den italienischen Bühnen und im Film Idoli controluce von Enzo Battaglia (1965) auftrat. Dann kehrte er zum Jazz zurück und begleitete Albert Nicholas, Joe Venuti und Bill Coleman.
Er zog nach Rom, wo er die Lino Patruno Jazz Show etablierte. Er trat, auch in All-Star-Besetzungen, auf zahlreichen europäischen Jazzfestivals auf, 2011 sogar auf dem New Orleans Jazz & Heritage Festival. Weiterhin spielte er mit Wingy Manone, Bud Freeman, Teddy Wilson, Peanuts Hucko, Bob Haggart, Dick Cary, Jimmy McPartland, Eddie Miller, Yank Lawson, Billy Butterfield, Bob Wilber, Spiegle Willcox, Dick Wellstood, Tony Scott, Bucky Pizzarelli, Wild Bill Davison, Kenny Davern, Barney Bigard sowie Pee Wee Erwin.
Als Schauspieler war er an mehreren Filmen, so z. B. Elfmeter für den Superbullen (1980), Prova di memoria (1992) und Il burattinaio (1994) beteiligt. In Fellinis Amarcord (1973) war er mit seiner Blue Six zu sehen.
Daneben verfasste er seit 1997 die Musik für Spielfilme wie Ti amo Maria von Carlo Delle Piane. In Franco Neros Filmdrama  Forever Blues (2006) trat er auf; er schrieb auch die Musik für den Film. Für 60 Kurzfilme von Charlie Chaplin schuf er im Auftrag der Radiotelevisione Italiana eine neue Musik.

## Diskografische Hinweise
- Lino Patruno & the European Jazz Stars Echoes of Harlem. Hitland 1985 (mit Peter Schilperoort, Oscar Klein, Roy Crimmins, Bruno Longhi, Henri Chaix, Isla Eckinger, Gregor Beck)
- Oscar Klein & Lino Patruno European Jazz Stars Live at San Marino Jazz Festival. Jazz Point 1998 (mit Engelbert Wrobel, Alexander Katz, Dana Gillespie, Bob Barton, Jan Jankeje, Gregor Beck)
- Lino Patruno & his All Stars Jammin' for Condon's. Jazzology 2001 (mit Ed Polcer, Dan Barrett, Tom Baker, Michael Supnick, Evan Christopher, Jim Galloway, Giampaolo Biagi, Rebecca Kilgore sowie Luca Velotti, Red Pellini, Rossano Sportiello, Guido Giacomini)
- Lino Patruno & The American All Stars It Had to Be You. Jazzology 2008 (mit Randy Reinhart, Dan Barrett, Allan Vaché, Mark Shane, Guido Giacomini, Ed Metz junior, Rebecca Kilgore)